# Gasthof „Zum Ritter“
Der Gasthof „Zum Ritter“  war ein Gebäude in Rudolstadt in Thüringen, das von 1799/1801 bis 2003 bestand.

## Geschichte
1799 wurde mit dem Bau eines neuen Gasthofs in Rudolstadt begonnen, da der bisherige Gasthof „Güldene Gabel“ nicht mehr den Anforderungen der Zeit entsprach. Er wurde 1801 fertiggestellt und nach seinem ersten Pächter Johann Christoph Ritter benannt.
Es gab einen großen Saal, 23 Zimmer, sowie Scheunen, Ställe Schuppen und ein Schlachthaus.
Der Gasthof war der modernste in Thüringen in seiner Zeit.
Im Saal fanden regelmäßig Konzerte mit bekannten Musikern wie Clara und Robert Schumann, Nicolo Paganini, Franz Liszt (1844) und Richard Wagner statt. Es gab Winterkonzerte mit Buffet und Ball und Maskenbälle. Friedrich Schiller weilte hier und der Philosoph Arthur Schopenhauer stellte 1813 in einem der Gästezimmer seine Dissertation fertig.
Der Konzertsaal wurde auch von Vereinen und Gesellschaften der Stadt genutzt. 
Seit etwa 1850 schwand die kulturelle Bedeutung des Gasthofs. Seit 1890 waren dort einige Geschäfte untergebracht, 1908/1910 erfolgte ein Umbau und die Schließung von Hotel und Konzertsaal.
Spätestens seit 1917 wurde der Saal für die Ritterlichtspiele genutzt. Um 1942 wurden diese geschlossen und 1947 wiedereröffnet. In den 1950er oder 1960er Jahren wurden sie  in Aktivist-Lichtspiele umbenannt.
1996 wurde das Kino geschlossen und das Gebäude verfiel. 2003 wurde es abgerissen. Danach wurde dort das Einkaufszentrum Galeria gebaut.